# Hærens Tekniske Korps
Hærens Tekniske Korps var en dansk militær enhed, der drev Ny Tøjhus, Våbenarsenalet og Hærens Geværfabrik. Den blev oprettet som konsekvens af Forsvarsforliget 1909 og Hærloven af 1909. Korpsets leder blev generalmajor, generaltøjmester M.N. Nørresø og direktør blev Herman Tuxen.
I forbindelse med omlægningen af forsvaret blev korpset i 1967 opslugt af den nye enhed Hærens Materielkommando. Mellem 1952 og 1961 blev HTK benævnt Forsvarets Krigsmateriel Forvaltning.
Hærens Tekniske Korps bestod af hærens våbenarsenal og hærens ammunitionsarsenal. Korpset fremstillede i samarbejde med civilindustrien størstedelen af hærens materiel, navnlig våben og ammunition.
HTK havde hovedkvarter på Ny Tøjhus ved Amager Boulevard i København. I forbindelse med oprettelsen blev der opført en administrationsbygning og en kommandantbygning på Ny Tøjhus til brug for HTK. Disse to bygninger eksisterede frem til nedrivningen i 2001.
I 1937 medførte en lov ændringer af HTKs struktur og organisation. Det medførte, at Generalfelttøjmesteren blev chef for korpset, som herefter bestod af følgende afdelinger:
- 1. Felttøjmesterkvarteret
- 2. Konstruktionsafdelingen
- 3. Hærens Vaabenarsenal
- 4. Hærens Ammunitionsarsenal
- 5. Jydske Arsenal
- 6. Hærens Forsøgslaboratorium
- 7. Hærens Prøveanstalt

## Chefsrække
Denne liste er ufuldstændig; hjælp gerne med at udfylde den.
- 1909-1933: Martin Nørresø
  - 1909-1910: Herman Tuxen
  - 1909-1925: H.C. Salto
- 1933-1941: Harald Wamberg
- 1941-1951: Aage Falking
- 1962-1967: Einar Lund